# Han Sai Por
Han Sai Por (chiń. upr. 韩少芙; chiń. trad. 韓少芙; pinyin Hán Shàofú, ur. 19 lipca 1943 w Singapurze) – singapurska artystka rzeźbiarz, znana jest z pracy na kamieniu.

## Życiorys
Han Sai Por urodziła się w 1943 w Singapurze. Han studiowała na czterech uniwersytetach: Akademii Sztuk Pięknych Nanyang w Singapurze (1968), East Ham College of Art (1980). Wolverhampton College of Art w Wielkiej Brytanii (1983) i Lincoln University w Nowej Zelandii.                                           Pracowała jako Pedagog Sztuki.

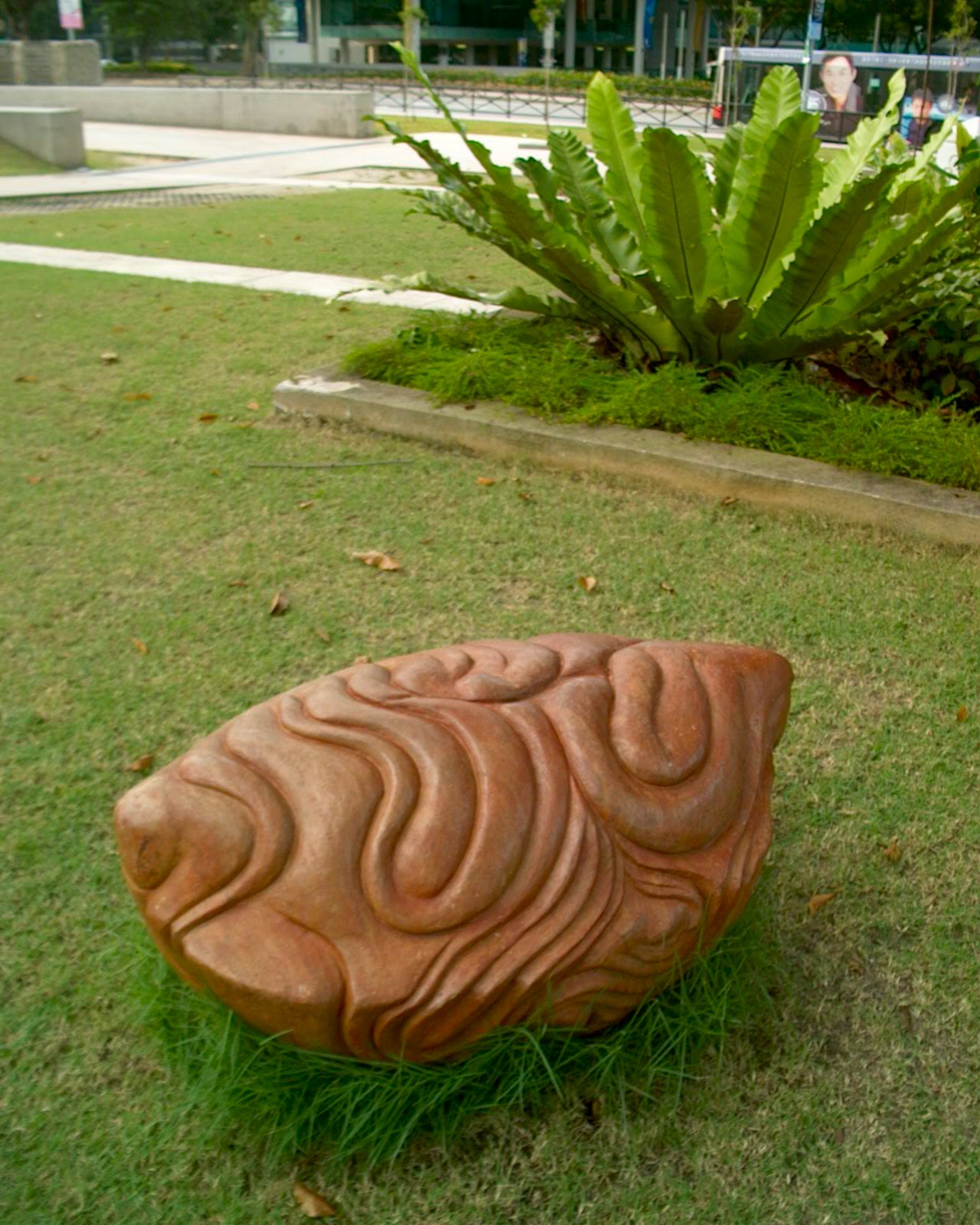
Jedna z prac Han Sai Por

Została profesjonalną artystką w 1997 roku. A w 2001 została prezesem Singapore Sculpture Society.
Zdobyła takie nagrody jak Nagrodę Główną na Triennale w Indiach w 2005 roku i nagrodę za wybitne rzeźby w Chinach w 2006 roku.
Han Sai Por pracuje ze szkłem, metalami, papierem i lodem, a jej praktyka obejmuje także obrazy i rysunki.

## Wybrane dzieła
Jej prace można znaleźć w wielu miejscach w Singapurze i na świecie:
- Singapur: Lotnisko Changi i Esplanade: Theatres on the Bay
- Chiny: Portland Sculpture Park
- Wielka Brytania: Shodshima Center Park
- Japonia: Kuching Waterfront w Sarawak[1]